# Pesi superpiuma
I Pesi superpiuma (in inglese: super featherweight o junior lightweight) sono una categoria di peso del pugilato professionistico. Il peso dei pugili che vogliono combattere in questa categoria deve essere superiore alle 126 libbre (57,152 kg) e inferiore alle 130 libbre (pari a 58,967 kg).
La categoria dei pesi superpiuma trova la sua origine dalla legge Walker approvata nel 1920 dallo stato di New York, per poi essere stata ammessa dalla New York State Athletic Commission nel 1930. Dal 1933 la categoria dei superpiuma non è stata più utilizzata, per poi rinascere nel 1960.
A detenere il record di difese di un titolo mondiale in questa categoria è Brian Mitchell, il quale fra il 1986 e il 1991 ha difeso il titolo WBA per ben 12 volte consecutive.
Tra i più noti pugili di questa categoria, ricordiamo Ryan García, Vasyl Lomachenko, Azumah Nelson, Johnny Dundee, Kid Chocolate, Alexis Argüello, Flash Elorde, Julio César Chávez, Floyd Mayweather, Jr., Marco Antonio Barrera, Edwin Valero, Óscar de la Hoya, Manny Pacquiao e Naseem Hamed, e tra le donne Angélique Duchemin.

## Campioni professionisti

### Uomini
Dati aggiornati al 1 maggio 2023. Fonte: BoxRec.
| Federazione | Dal | Campione          | Record         | Difese | Prossimo incontro | Sfidante (record)            |
| ----------- | --- | ----------------- | -------------- | ------ | ----------------- | ---------------------------- |
| WBA         | 20 agosto 2022 | Hector García     | 16-1-0 (10 KO) | 0      | da definire       | Lamont Roach (25-1-1; 10 KO) |
| WBA         | Il 20 marzo 2023, la WBA ha comunicato di aver programmato una sfida obbligatoria per il campione in carica, il dominicano Hector García, contro lo statunitense Lamont Roach Jr. I due pugili hanno fino al 19 aprile 2023 per trovare un accordo tra loro; altrimenti la WBA attiverà la procedura della purse bid per determinare chi avrà diritto a promuovere l'incontro. García, dopo aver conquistato la corona WBA il 20 agosto 2022 battendo il venezuelano Roger Gutiérrez, ha tentato il salto di categoria nei pesi leggeri affrontando per il titolo WBA Regular, il 7 gennaio 2023, lo statunitense Gervonta Davis, uscendone sconfitto. Lamont Roach è diventato lo sfidante obbligatorio WBA battendo il venezuelano Ángel Rodríguez il 16 luglio 2022. |                   |                |        |                   |                              |
| WBC         | 30 aprile 2022 | Shakur Stevenson  | 20-0-0 (10 KO) |        |                   |                              |
| WBO         | 3 febbraio 2023 | Emanuel Navarrete | 37-1-0 (31 KO) | 0      |                   |                              |
| IBF         | 22 aprile 2023 | Joe Cordina       | 16-0-0; 9 KO)  | 0      |                   |                              |

### Donne
Dati aggiornati al 5 febbraio 2023. Fonte: BoxRec.
| Federazione | Dal              | Campione           | Record        | Difese | Prossimo incontro | Sfidante (record) |
| ----------- | ---------------- | ------------------ | ------------- | ------ | ----------------- | ----------------- |
| WBA         | 4 febbraio 2023  | Alycia Baumgardner | 14-1-0 (7 KO) | 0      |                   |                   |
| WBC         | 13 novembre 2021 | Alycia Baumgardner | 14-1-0 (7 KO) | 3      |                   |                   |
| WBO         | 15 ottobre 2022  | Alycia Baumgardner | 14-1-0 (7 KO) | 1      |                   |                   |
| IBF         | 15 ottobre 2022  | Alycia Baumgardner | 14-1-0 (7 KO) | 1      |                   |                   |